# جوزيف غارنييه
جوزيف غارنييه (بالفرنسية: Joseph Garnier )‏ (و. 1813 – 1881 م) هو عالم اقتصاد، وسياسي، من فرنسا، ولد في بيويل، كان عضوًا في أكاديمية العلوم الأخلاقية والسياسية الفرنسية، توفي في باريس، عن عمر يناهز 68 عاماً.

## مناصب
تولى منصب عضو مجلس الشيوخ في الجمهورية الفرنسية الثالثة.